# گنیا دسنی
گنیا دسنی (انگلیسی: Xenia Desni; ۱۹ ژانویهٔ ۱۸۹۴ – ۲۷ مهٔ ۱۹۶۲) بازیگر اهل امپراتوری روسیه بود.
از فیلم‌ها یا برنامه‌های تلویزیونی که وی در آن نقش داشته‌است می‌توان به ویلیام تل، پلنگ سیاه اشاره کرد.